# Team MCES
La Team MCES, pour MONCLUB eSport, est un club d'esport français fondé en 2018 par Romain Sombret, Loïc Morere et Sandra Niellini et est basée à Marseille. La Team MCES est en concurrence directe sur les plateformes contre le haut du tableau des Teams de l'esport français,qui sont la Team Vitality, Solary, LDLC et LeStream.
Trois jeux sont alors retenus pour le démarrage de ce club : League of Legends, Fortnite et FIFA en partenariat avec le LOSC eSports. À cela s'ajoute désormais des équipes sur Rainbow Six: Siege, Clash of Clans et Rocket League.
MCES a pour volonté de faire de l'esport une discipline à part entière, dotée d'une organisation semblable à celle d'un sport traditionnel. Ainsi, le club possède une organisation semblable à celle des clubs professionnels traditionnel, comprenant le double champion olympique de natation Yannick Agnel comme directeur sportif.

## Historique
En septembre 2019, la Team MCES et le LOSC eSports annonce leur partenariat pour la création d'une section esports sur FIFA. La nouvelle équipe se compose alors du Belge Stefano « Pinna » et du Français Florian « RayZiaah » Maridat, coachés par Williams « Badwilliams » Kwantwoo.
Fin octobre 2019, MCES décroche le titre de vice-champion du monde de Clash of Clans, après avoir échoué en finale contre l'équipe hongkongaise Nova Esports. Cette première édition rassemblait les huit meilleures équipes du monde.
En septembre 2021, l'Aspire Zone Foundation de Doha, au Qatar, annonce la signature d'un partenariat avec la Team MCES. L'idée est de permettre le développement de l'e-sport au Qatar avec la participation aux jeux olympiques asiatiques dans le viseur.

## Organisation

### Structures
À l'automne 2018, le MCES Gaming Center est inauguré à Marseille pour y dispenser les cours de la MCES Academy. Est alors mis à la disposition des esportifs un centre d'entraînement de 200 m2. La pratique physique est aussi largement intégré au cursus de cette école où interviennent alors Yannick Agnel, ancien double champion olympique de natation et directeur sportif et Guy Demel, ex-footballeur pro, chargé de la préparation physique,. Deux autres ouvertures d'académies sont prévues avant la fin de l'année 2019, le 3 septembre 2019 dans le centre de Foot 5 de Zinédine Zidane (Z5 à Aix-en-Provence) et une troisième à Paris fin 2019. L'ambition est également l'ouverture de 6 nouvelles académies en 2020 et l'aménagement d'un centre d'entrainement de 1 000 m2. 

## Anciennes divisions

### Rainbow Six: Siege
| Alias   | Nom             | Date d'arrivée    | Date de départ   |
| ------- | --------------- | ----------------- | ---------------- |
| Lion    | Yacin Benaziza  | 26 juin 2019      | 23 décembre 2019 |
| Kopp    | Tanis Sicé      | 26 avril 2019     | 23 décembre 2019 |
| SangraL | Florian Carubia | 10 septembre 2019 | 23 décembre 2019 |
| NoerA   | Noé Assen       | 26 avril 2019     | 23 décembre 2019 |
| ZephiR  | Florian Perrot  | 26 avril 2019     | 11 décembre 2019 |
| RaFaLe  | Adrien Rutik    | 26 avril 2019     | 3 septembre 2019 |
| Shiinka | Axel Freisberg  | 26 avril 2019     | 1er juillet 2019 |
| Undead  | Romain Kruczek  | 26 avril 2019     | 25 juin 2019     |